# Esterhazy (Saskatchewan)
Pour les articles homonymes, voir Esterházy.
Esterhazy est un bourg situé dans le Sud-Est de la Saskatchewan au Canada. Il fait partie de la municipalité rurale de Feritle Belt No 183 (en). Elle est surnommée « la capitale mondiale de la potasse ».

## Démographie
| 2001  | 2006  | 2011  | 2016  |
| ----- | ----- | ----- | ----- |
| 2 348 | 2 336 | 2 472 | 2 502 |

## Toponymie
Esterhazy est nommé d'après le comte Paul Otto d'Esterhazy.

## Histoire
Le bureau de poste d'Esterhazy a été ouvert en 1903.

## Transports
L'aéroport d'Esterhazy (en) est situé à 2,8 km au sud-ouest du bourg.

## Attraits

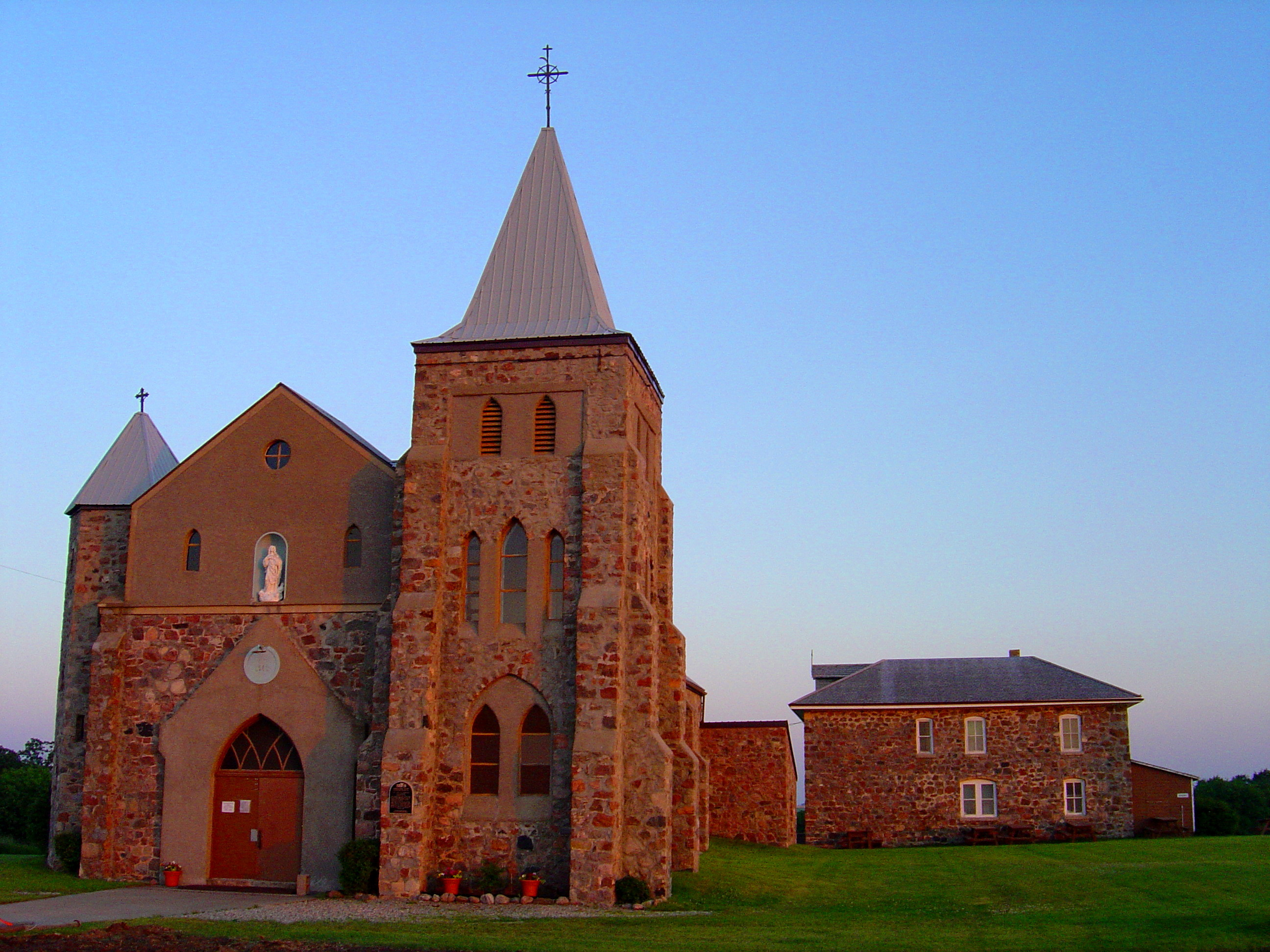
L'église Kaposvar.

Esterhazy comprend la minoterie Esterhazy, un lieu historique national du Canada.
L'église catholique Our Lady of Assumption, aussi connue sous le nom d'église Kaposvar, a été construite entre 1906 et 1907. Des fermiers ukrainiens des environs ont fourni les pierres de sa construction. Elle est connue comme le monument historique Kaposvar et est un musée.